# Милфорд Сквер (Пенсилванија)
Милфорд Сквер (енгл. Milford Square) насељено је место без административног статуса у америчкој савезној држави Пенсилванија.

## Демографија
По попису из 2010. године број становника је 897.
| Група             | 2000.    | 2010.       |
| Белци             | 0 (0,0%) | 850 (94,8%) |
| Афроамериканци    | 0 (0,0%) | 11 (1,2%)   |
| Азијати           | 0 (0,0%) | 6 (0,7%)    |
| Хиспаноамериканци | 0 (0,0%) | 14 (1,6%)   |
| Укупно            | 0        | 897         |